# ATP Challenger Rosario
Das ATP Challenger Rosario (offizieller Name: YPF Rosario Challenger) ist ein seit 2025 ausgetragenes Tennisturnier in Rosario, Argentinien. Es ist Teil der ATP Challenger Tour und wird im Freien auf Sand ausgetragen.

## Liste der Sieger

### Einzel
| Jahr | Sieger               | Finalgegner  | Ergebnis      |
| ---- | -------------------- | ------------ | ------------- |
| 2025 | Camilo Ugo Carabelli | Hugo Dellien | 3:6, 6:3, 6:2 |

### Doppel
| Jahr | Sieger                             | Finalgegner                   | Ergebnis |
| ---- | ---------------------------------- | ----------------------------- | -------- |
| 2025 | Marcelo Demoliner Fernando Romboli | Guido Andreozzi Théo Arribagé | 7:5, 6:3 |